# Mango (Italia)
Mango es un municipio italiano situado en la provincia de Cuneo, en Piamonte. Tiene una población estimada, a fines de noviembre de 2024, de 1258 habitantes.

## Evolución demográfica
| Gráfica de evolución demográfica de Mango entre 1861 y 2024 |
|                                                             |
| Fuente: ISTAT - Elaboración gráfica de Wikipedia            |